# Trifenilmetanol
Trifenilmetanolul (denumit și trifenilcarbinol) este un compus organic solid, cristalin, de culoare albă, insolubil în apă dar solubil în etanol, eter dietilic și benzen. În soluții puternic acide, prezintă o culoare galbenă intensă, datorită formării unui carbocation tritil stabil. Derivații săi sunt intermediari utilizați pentru obținerea unor coloranți triarilmetanici.

## Obținere
O metodă frecvent utilizată în laborator pentru obținerea trifenilmetanolului este reacția dintre benzoatul de metil sau benzofenona și bromura de fenilmagneziu (o reacție Grignard):
O metodă alternativă pornește de la carbonatul de dietil.